# Trond Fausa Aurvåg
Trond Fausa Aurvåg (* 2. Dezember 1972 in Fetsund) ist ein norwegischer Schauspieler. Seit 2014 arbeitet er auch unter dem verkürzten Namen Trond Fausa.

## Leben
Nach seiner Ausbildung an der Statens teaterhøgskole (staatliche Theaterakademie Norwegens) war er ab 1997 als Schauspieler bei Film- und Fernsehproduktionen aktiv. 2001 erhielt er ein Engagement am Oslo Nye Teater.
Für seine Hauptrolle in dem Film Anderland von Jens Lien erhielt er 2006 den Filmpreis Amanda als Bester Hauptdarsteller. Seit dem Jahr 2014 spielt er in der Comedy-Fernsehserie Neste sommer die Rolle des Per Ivar Nilsen. Internationale Bekanntheit erlangte Trond Fausa Aurvåg zudem durch seine Rollen in den Netflix-Serien Lilyhammer (2012–2014) und Norsemen (2016–2020). In Christopher Nolans Filmdrama Oppenheimer übernahm er 2023 die Rolle des Chemikers George Kistiakowsky.
Trond Fausa Aurvåg ist seit August 2014 mit der Schauspielerin Lena Kristin Ellingsen verheiratet. Das Paar hat seit 2013 einen Sohn.

## Filmografie (Auswahl)
- 1997: Junk Mail – Wenn der Postmann gar nicht klingelt (Budbringeren)
- 1998: 1732 Høtten
- 2001: Nissene på låven (Fernsehserie, 24 Episoden)
- 2004: Andreaskorset
- 2006: Anderland (Den brysomme mannen)
- 2006: Etaten (Fernsehserie, 2 Episoden)
- 2007: Tatt av kvinnen
- 2010: Home for Christmas (Hjem til jul)
- 2010: Påpp & Råkk (Fernsehserie, 2 Episoden)
- 2011: Åse Tonight (Fernsehserie, 6 Episoden)
- 2011: Knerten in der Klemme (Knerten i knipe, Sprechrolle)
- 2011: King Curling – Blanke Nerven, dünnes Eis (Kong Curling)
- 2011: Nissene over skog og hei (Fernsehserie, 24 Episoden)
- 2012–2014: Lilyhammer (Fernsehserie, 24 Episoden)
- 2013: Ich bin Dein (Jeg er din)
- 2014: Glassdukkene
- seit 2014: Neste sommer (Fernsehserie)
- 2016–2020: Norsemen (Vikingane, Fernsehserie, 18 Episoden)
- 2017: Thin Ice (Fernsehfilm)
- 2017–2019: Christmas on Blood Mountain (Jul i Blodfjell, Fernsehserie, 48 Episoden)
- 2018–2019: ZombieLars (Fernsehserie, 3 Episoden)
- 2018: The Innocents (Fernsehserie, 4 Episoden)
- 2019: Käpt’n Säbelzahn und der magische Diamant (Kaptein Sabeltann og den magiske diamant, Sprechrolle)
- 2019: Benjamin Falck and the Ghost Dagger
- 2020: Stjernestøv (Fernsehserie, 23 Episoden)
- 2021: The Middle Man – Ein Unglück kommt selten allein (The Middle Man)
- 2021: Nissene i bingen (Fernsehserie, 24 Episoden)
- 2023: Oppenheimer
- 2023: Captain Fall (Fernsehserie, 10 Episoden, Sprechrolle)
- 2023: Bukkene Bruse på Badeland (Sprechrolle)